# Golden Dragon Pivot
De Golden Dragon Pivot is een bustype van het Chinese concern Golden Dragon. Dit bustype is verkrijgbaar in vier versies;
- Pivot E12
- Pivot E13
- Pivot E18
- Pivot 12 Hybrid

## Technische specificaties
|                | Pivot E12    | Pivot E13 | Pivot E18           | Pivot 12 Hybrid |
| -------------- | ------------ | --------- | ------------------- | --------------- |
| Lengte         | 12 110 mm    | 12 985 mm | 18 110 mm           | 12 000 mm       |
| Breedte        | 2 550 mm     | 2 550 mm  | 2 550 mm            | 2 540 mm        |
| Hoogte         | 3 300 mm     | 3 300 mm  | 3 300 mm            | 3 120 mm        |
| Wielbasis      | 5 930nbsp;mm | 6 850 mm  | 5 530 mm / 6 680 mm | 5 930nbsp;mm    |
| Vooroverbouw   | 2 750nbsp;mm | 2 735 mm  | 2 750nbsp;mm        | 2 650nbsp;mm    |
| Achteroverbouw | 3 430nbsp;mm | 3 400 mm  | 3 380nbsp;mm        | 3 350nbsp;mm    |

## Inzet
In Europa komt de Golden Dragon Pivot voornamelijk voor in Denemarken en Noorwegen. Eind 2023, begin 2024 leverde Golden Dragon 600 CNG-hybride bussen aan Muevoleõn om dienst te doen in Monterrey, Mexico. In april 2025 werden 100 bussen geleverd aan het openbaarvervoerbedrijf Anbessa City Bus Service Enterprise om dienst te doen in Addis Ababa, Ethiopië.
| Bedrijf                             | Aantal     | Type          | Series      | Inzet                     | Opmerkingen                    | Afbeelding |            |
| Denemarken                          | Denemarken | Denemarken    | Denemarken  | Denemarken                | Denemarken                     | Denemarken | Denemarken |
| ----------------------------------- | ---------- | ------------- | ----------- | ------------------------- | ------------------------------ | ---------- | ---------- |
| DitoBus                             | 32         | E13           | 4859 - 4890 | Regio Hoofdstad / Seeland |                                |            |            |
| DitoBus                             | 2          | E12           | 6490 - 6491 | Læsø                      |                                |            |            |
| Tide Bus                            | 40         | E12           | 6067 - 6106 | Noord-Jutland             |                                |            |            |
| Tide Bus                            | 33         | E12           | 8011 - 8043 | Zuid-Denemarken           |                                |            |            |
| Tide Bus                            | 29         | E12           | 8511 - 8539 | Midden-Jutland            | Bus 8528 is in 2023 uitgebrand |            |            |
| Tide Bus                            | 3          | E18           | 8541 - 8543 | Midden-Jutland            |                                |            |            |
| Ethiopië                            |            |               |             |                           |                                |            |            |
| Anbessa City Bus Service Enterprise | 100        | E12           |             | Addis Ababa               |                                |            |            |
| Mexico                              |            |               |             |                           |                                |            |            |
| Muevoleõn                           | 600        | 12 Hybrid CNG | `           | Monterrey                 |                                |            |            |
| Noorwegen                           |            |               |             |                           |                                |            |            |
| Brakar                              | 16         | E12           | 3246 - 3261 | Buskerud                  |                                |            |            |
| Brakar                              | 1          | E13           | 3541        | Buskerud                  |                                |            |            |